# Kerr-Effekt
Der elektrooptische Kerr-Effekt, auch Kerr-Effekt (nach John Kerr, der ihn 1875 entdeckte) oder quadratischer elektrooptischer Effekt, ist ein nichtlinearer Spezialfall des allgemeinen elektrooptischen Effekts. Dieser beschreibt die Änderung der optischen Eigenschaften eines Materials durch Anlegen eines äußeren elektrischen Feldes; der lineare Spezialfall des elektrooptischen Effekts ist der Pockels-Effekt.
Der elektrooptische Kerr-Effekt wird z. B. in der Kerr-Zelle und in der Kerr-Linse angewandt.

## Erklärung
Das Anlegen eines elektrischen Feldes der Feldstärke {\displaystyle E} an ein Medium verändert u. a. dessen optische Eigenschaften, da es eine nichtlineare Neuausrichtung bzw. Neuorientierung der Ladungsträger im Material verursacht. Dieser Prozess zieht u. a. eine Veränderung des Brechungsindex {\displaystyle n(E)} des Materials nach sich, die mathematisch durch eine Taylor-Reihe entwickelt werden kann:
{\displaystyle n(E)=n_{0}+S_{1}\cdot E+S_{2}\cdot E^{2}+\dots }
Die höheren Ordnungen des nichtlinearen Brechungsindex können mit Hilfe der Kramers-Kronig-Relation aus der frequenzabhängigen Absorption des Mediums ermittelt werden. Der {\displaystyle S_{2}}-Term verursacht den elektrischen Kerr-Effekt, wohingegen der optische Kerr-Effekt den Fall beschreibt, bei dem alle Parameter {\displaystyle S_{1},S_{3},\dots } gegenüber dem Parameter {\displaystyle S_{2}} vernachlässigbar sind: Das Material zeigt eine Änderung des Brechungsindex von ordentlicher (o) und außerordentlicher (e) Achse proportional zum Quadrat der angelegten elektrischen Feldstärke:
{\displaystyle |n_{\rm {o}}-n_{\rm {e}}|\propto E^{2}.}
Die Folge ist, dass das Material eine Doppelbrechung erzeugen kann.
Die „Stärke“ des Kerr-Effekts hängt von den Materialeigenschaften ab, in einigen transparenten Medien, z. B. einigen Kristallen und Flüssigkeiten, ist er besonders stark und damit gut zu beobachten, weiterhin von der Ausbreitungsrichtung und Polarisation des Lichtes im Material sowie von der Richtung und Stärke des elektrischen Feldes im Verhältnis zu den Kristallachsen.
In den meisten Fällen ist die durch den Kerr-Effekt verursachte Änderung des Brechungsindex nur sehr klein: in Kristallen in der Größenordnung von 10−4 und in Flüssigkeiten von 10−9. Wenn sich Licht jedoch im Material über eine längere Distanz (sprich: einige tausend Wellenlängen) fortbewegt, kumuliert sich der Effekt, und man kann durch Anlegen des elektrischen Feldes eine Phasenverschiebung von 0 bis {\displaystyle 2\pi } erreichen.

## Andere Herangehensweise
Der Kerr-Effekt beschreibt die Beeinflussbarkeit des Polarisationszustandes von Licht durch äußere elektrische Felder.
Ausgangspunkt bildet ein optisch isotropes Medium (z. B. Flüssigkeiten), in dem sich anisotrop polarisierbare, also längliche Moleküle befinden. Durch Anlegen eines äußeren elektrischen Feldes {\displaystyle E_{K}} wird ein Dipolmoment induziert, was zu einer Ausrichtung der meisten dieser länglichen Moleküle führt. Obwohl auf Grund der thermischen Aktivität der Flüssigkeiten (z. B. Wasser) nicht alle Moleküle ausgerichtet werden, reicht die Anzahl der ausgerichteten Moleküle aus, um eine Doppelbrechung zu bewirken.
Dabei erhält das parallel zu {\displaystyle E_{K}} polarisierte Licht einen anderen bzw. außerordentlichen Brechungsindex {\displaystyle n_{e}} als der ordentliche Brechungsindex {\displaystyle n_{o}}.
Die Differenz zwischen beiden beträgt:
{\displaystyle \Delta n=n_{e}-n_{o}=\lambda \cdot K\cdot E_{K}^{2}}
mit
- der Wellenlänge {\displaystyle \lambda }
- einer Konstanten K.